# Mala ličnična mišica
Mala ličnična mišica (lat. M. zygomaticus minor) je pasata mišica stranskega dela obraza. Izvira s sprednje površine ličnice, medialno od velike ličnične mišice. Poteka medialno in navzdol ter pri tem prečka celotno ličnico. Pripenja se v kožo nosnoustničnega žlebu (lat. sulcus nasolabialis) medialno od priležnega ustnega kota. Njena funkcija je potezanje ustnega kota vstran in navzgor, s čimer omogoča oblikovanje nasmeha. Uvrščamo jo med glavne smejalne mišice.